# Râul Timoc
Râul Timoc (scris în sârbă și bulgară Тимок) este un afluent de dreapta al Dunării, situat în nord-estul Serbiei și nord-vestul Bulgariei. Numele provine de la denumirea latină a râului, Timacus.  
Se constituie dintr-un sistem complex de afluenți, având numele de Timoc și fiind diferențiați de adjective. În partea din amonte există două brațe Svrljiški Timok (de la zvârlugă),  considerat brațul principal 
și Trgoviški Timok. După confluența acestor două brațe se formează râul Timocul Alb (Beli Timok), considerat brațul principal, care se unește cu un alt braț numit Timocul Negru (Crni Timok). La confluența acestora se formează cursul principal al râului Timoc, numit și Timocul Mare (Veliki Timok), până la vărsarea sa în Dunăre. Râul are lungimea de 203 km. Pe o porțiune de 15 km formează granița dintre Serbia și Bulgaria.
| Subbazinul      | Subbazinul                                    | Lungime (km) | Suprafața bazinului (km2) |
| --------------- | --------------------------------------------- | ------------ | ------------------------- |
| Svrljiški Timok | Svrljiški Timok                               | 64           | 720                       |
| Trgoviški Timok | Trgoviški Timok                               | 50           | 520                       |
| Beli Timok      | Bazinul propriu                               | 57           | 927                       |
| Beli Timok      | Bazin total (inclusiv subbazinele din amonte) | 115          | 2167                      |
| Crni Timok      | Crni Timok                                    | 84           | 1003                      |
| Veliki Timok    | Bazin propriu                                 | 88           | 1460                      |
| Veliki Timok    | Bazin total (inclusiv subbazinele din amonte) | 203          | 4630                      |